# Bionic
A Bionic (stilizálva {Bi~ΟΠ~iC}) Christina Aguilera amerikai pop-énekesnő negyedik angol nyelvű nagylemeze. Az RCA gondozásában 2010. június 8-án jelenik meg az Egyesült Államokban, valamint világszerte szintén júniusban. A Bionic lesz Aguilera első albuma a négy éve megjelent Back To Basics óta. Az első kislemez "Not Myself Tonight" címmel 2010. április 13-án jelent meg.

## Promóció
Az énekesnő 2010. május 7-én előadta "Not Myself Tonight" című dalát a The Oprah Winfrey Show-ban. Május 26-án a "You Lost Me"-t adta elő az American Idol döntőjén . Aguilera június 6-án fellépett az MTV Movie Awards-on "Bionic"/"Not Myself Tonight"/"WooHoo" egyvelegével. Június 8-án a "Today Show"-ban két korábbi slágere ("Fighter" és a "Beautiful") mellett előadta a "Bionic", a "Not Myself Tonight", és a "You Lost Me" című dalát.

### Kislemezek
- A "Not Myself Tonight" 2010. március 30-án debütált, a Bionic első kislemezeként. A dalt Ester Dean írta, producere Polow da Don volt. Az amerikai Billboard Hot 100 listáján a 23-ik helyezésig jutott. Nagy-Britanniában a 12-ik helyezést kapta, Ausztráliában pedig a 22-ik helyen debütált. Japánban a 14-ik helyig jutott el.

- "Woohoo" címmel jelent meg az album második kislemeze, melyen közreműködik a rapper Nicki Minaj. A dal 2010. május 18. óta tölthető le az interneten és kizárólag promóciós célokra szolgált. Az amerikai "Billboard Hot 100" listáján a 79-ik helyen debütált. A dal részletet tartalmaz Kovács Kati Add már, uram, az esőt! című dalából.[1]

- Az album harmadik kislemeze a "You Lost Me", június 29-én debütált az amerikai rádiókban.

### Turné
Az énekesnő hivatalos honlapján tette közzé, hogy 2010-ben világkörüli turnéra indul, majd később bejelentette, hogy a Bionic Tour-t 2011-re halasztja, több időt szakítva arra, hogy albumát népszerűsítse.

## Dallista
|     | Cím                               | Szerző(k)                                                    | Producer(ek)   | Hossz |
| --- | --------------------------------- | ------------------------------------------------------------ | -------------- | ----- |
| 1.  | "Bionic"                          |                                                              |                | 3:21  |
| 2.  | "Not Myself Tonight"              | Jamal Jones, Ester Dean, Claude Kelly                        | Polow da Don   | 3:05  |
| 3.  | "Woohoo" (featuring Nicki Minaj)  | Aguilera, Nicki Minaj, Ester Dean, Claude Kelly, Jamal Jones | Polow da Don   | 4:57  |
| 4.  | "Elastic Love"                    | Aguilera, Maya Arulpragasam, John Hill, David Taylor         |                | 3:34  |
| 5.  | "Desnudate"                       |                                                              |                | 4:25  |
| 6.  | "Love & Glamour" (intró)          |                                                              | Tricky Stewart | 0:11  |
| 7.  | "Glam"                            | Christopher Stewart, Kelly                                   | Tricky Stewart | 3:40  |
| 8.  | "Prima Donna"                     |                                                              |                | 3:26  |
| 9.  | "Morning Dessert" (intró)         |                                                              |                | 1:33  |
| 10. | "Sex for Breakfast"               | Bernard Edwards Jr., Noel Fisher                             | Detail         | 4:49  |
| 11. | "Lift Me Up"                      | Linda Perry                                                  | Linda Perry    | 4:07  |
| 12. | "My Heart" (intró)                |                                                              |                | 0:19  |
| 13. | "All I Need"                      | Aguilera, Sia Furler, Samuel Dixon                           |                | 3:33  |
| 14. | "I Am"                            | Aguilera, Furler, Dixon                                      |                | 3:55  |
| 15. | "You Lost Me"                     | Aguilera, Furler, Dixon                                      |                | 4:18  |
| 16. | "I Hate Boys"                     |                                                              |                | 2:24  |
| 17. | "My Girls" (közreműködik Peaches) |                                                              |                | 3:08  |
| 18. | "Vanity"                          |                                                              |                | 4:21  |

| 19. | "Monday Morning"                     | Aguilera, Sam Endicott, Hill, Taylor, White Santi |  | 3:54 |
| 20. | "Bobblehead"                         | Aguilera, Hill, Taylor, White                     |  | 3:02 |
| 21. | "Birds of Prey"                      | Aguilera, Cathy Dennis, Daniel Hunt, Reuben Wu    |  | 4:20 |
| 22. | "Stronger than Ever"                 | Aguilera, Furler, Dixon                           |  | 4:16 |
| 23. | "I Am (Stripped)"                    | Aguilera, Furler, Dixon                           |  | 3:55 |
| 24. | "Little Dreamer" (iTunes bónusz dal) | Aguilera, Dennis, Hunt, Wu                        |  | 4:11 |

## Megjelenés
| Ország             | Dátum           | Formátum                       | Kiadó                    |
| ------------------ | --------------- | ------------------------------ | ------------------------ |
| Németország        | 2010. június 4. | Standard kiadás, Deluxe kiadás | Sony Music Entertainment |
| Hollandia          | 2010. június 4. | Standard kiadás, Deluxe kiadás | Sony Music Entertainment |
| Ausztrália         | 2010. június 4. | Standard kiadás, Deluxe kiadás | Sony Music Entertainment |
| Franciaország      | 2010. június 7. | Standard kiadás, Deluxe kiadás | Sony Music Entertainment |
| Lengyelország      | 2010. június 7. | Standard kiadás, Deluxe kiadás | Sony Music Entertainment |
| Törökország        | 2010. június 7. | Standard kiadás, Deluxe kiadás | Sony Music Entertainment |
| Egyesült Királyság | 2010. június 7. | Standard edition               | RCA Records              |
| Egyesült Királyság | 2010. június 7. | Deluxe kiadás                  | RCA Records              |
| Egyesült Királyság | 2010. június 7. | Rajongói kiadás                | RCA Records              |
| Egyesült Államok   | 2010. június 8. | Standard kiadás                | RCA Records              |
| Egyesült Államok   | 2010. június 8. | Speciális kiadás               | RCA Records              |
| Egyesült Államok   | 2010. június 8. | Rajongói kiadás                | RCA Records              |
| Argentína          | 2010. június 8. | Standard                       | Sony Music Entertainment |
| Japán              | 2010. június 9. | Standard                       | Sony Music Japan         |

## Fordítás
- Ez a szócikk részben vagy egészben  a   Bionic (Christina Aguilera album) című angol Wikipédia-szócikk fordításán alapul.  Az eredeti cikk szerkesztőit annak laptörténete sorolja fel. Ez a jelzés csupán a megfogalmazás eredetét és a szerzői jogokat jelzi, nem szolgál a cikkben szereplő információk forrásmegjelöléseként.